# Spud Webb
Anthony Jerome Webb (Dallas, Texas, 13 de julio de 1963) es un exjugador de baloncesto estadounidense que disputó doce temporadas en la NBA. Con una altura de 1,68 m es el jugador más bajo de la NBA en ganar el concurso de mates (en el All-Star Game de la NBA 1986).

## Trayectoria deportiva

### Universidad
Webb no jugó en el equipo de su instituto (Wilmer Hutchins High School) hasta su cuarto año (17-18 años), sin embargo, durante el verano anterior a dicho curso aprendió a hacer mates.
Tras graduarse en el instituto, no se unió a ningún equipo de baloncesto universitario, principalmente debido a su baja estatura. Finalmente fue al Midland Junior College de Midland (Texas), donde lideró en 1982 el triunfo de su equipo en el título nacional del campeonato de junior colleges (instituciones de educación post-obligatoria estadounidenses).
Webb atrajo la atención de Tom Abatemarco, un ayudante de entrenador en la Universidad del Estado de Carolina del Norte, que organizó a Webb una entrevista con el jefe del equipo técnico, Jim Valvano, que le ofreció una beca. En sus dos años en North Carolina, Spud tuvo unos promedios por partido de 10,4 puntos y 5,7 asistencias. 

### Profesional
Fue elegido en la cuarta ronda del draft de 1985 por los Detroit Pistons. Sus primeras seis temporadas en la NBA jugó en los Atlanta Hawks pero, estadísticamente hablando, sus mejores años fueron los que pasó en los Sacramento Kings de 1992 a 1995, periodo durante el cual fue titular, y a donde llegó traspasado a cambio de Travis Mays. Después jugó una temporada repartida entre los Hawks y los Minnesota Timberwolves antes de terminar su carrera en Orlando Magic, donde se retiró del baloncesto en 1998. A lo largo de sus 12 temporadas promedió 9,9 puntos por partido.
Webb vive en Dallas, donde aparece en una cadena de televisión local en las previas y resúmenes posteriores de los partidos de los Dallas Mavericks. 
Webb es el tercer jugador más bajo en jugar en la NBA, solo por detrás de Earl Boykins (1,65 m) y Muggsy Bogues (1,60 m). Después de Webb estarían Greg Grant y Keith Jennings (1,70 m).

## Concurso de mates del All-Star Weekend de la NBA
Webb, el participante más bajo de la historia del concurso de mates de la NBA, fue el vencedor en la edición de 1986. Consiguió sorprender al vigente campeón y favorito, su compañero de equipo en los Atlanta Hawks Dominique Wilkins, que se había impuesto el año anterior a Michael Jordan en un duelo histórico. Según palabras del propio Webb, Wilkins nunca le había visto machacar.
Durante el concursó Webb realizó virguerías tales como un mate a una mano tras pasarse el balón contra el tablero, un mate a una mano con giro en el aire de 360° o un mate a dos manos con giro de 180° en el aire recogiendo el balón en pleno salto tras hacerlo botar en el suelo. Webb obtuvo dos veces la puntuación máxima en sus dos mates de la ronda final. El por entonces entrenador de Atlanta, Mike Fratello, aseguró que “Spud engañó a Wilkins. Le dijo a Nique que no tenía nada preparado, que no había ensayado. Por eso, Nique pensó quizás que su repertorio habitual sería suficiente para ganar” (The Spud Webb Story).

## Estadísticas de su carrera en la NBA
|  | Líder de la liga |

### Temporada regular
| Año     | Equipo     | PJ  | PT  | MPP  | %TC  | %3P  | %TL   | RPP | APP | ROB | TPP | PPP  |
| ------- | ---------- | --- | --- | ---- | ---- | ---- | ----- | --- | --- | --- | --- | ---- |
| 1985-86 | Atlanta    | 79  | 8   | 15.6 | .483 | .182 | .785  | 1.6 | 4.3 | 1.0 | .1  | 7.8  |
| 1986-87 | Atlanta    | 33  | 0   | 16.1 | .438 | .167 | .762  | 1.8 | 5.1 | 1.0 | .1  | 6.8  |
| 1987-88 | Atlanta    | 82  | 1   | 16.4 | .475 | .053 | .817  | 1.8 | 4.1 | .8  | .1  | 6.0  |
| 1988-89 | Atlanta    | 81  | 6   | 15.0 | .459 | .045 | .867  | 1.5 | 3.5 | .9  | .1  | 3.9  |
| 1989-90 | Atlanta    | 82* | 46  | 26.6 | .477 | .053 | .871  | 2.5 | 5.8 | 1.3 | .1  | 9.2  |
| 1990-91 | Atlanta    | 75  | 64  | 29.3 | .447 | .321 | .868  | 2.3 | 5.6 | 1.6 | .1  | 13.4 |
| 1991-92 | Sacramento | 77  | 77  | 35.4 | .445 | .367 | .859  | 2.9 | 7.1 | 1.6 | .3  | 16.0 |
| 1992-93 | Sacramento | 69  | 68  | 33.8 | .433 | .274 | .851  | 2.8 | 7.0 | 1.5 | .1  | 14.5 |
| 1993-94 | Sacramento | 79  | 62  | 32.5 | .460 | .335 | .813  | 2.3 | 6.7 | 1.2 | .3  | 12.7 |
| 1994-95 | Sacramento | 76  | 76  | 32.3 | .438 | .331 | .934* | 2.3 | 6.2 | 1.0 | .1  | 11.6 |
| 1995-96 | Atlanta    | 51  | 0   | 16.0 | .468 | .316 | .851  | 1.2 | 2.7 | .5  | .0  | 5.9  |
| 1995-96 | Minnesota  | 26  | 21  | 24.8 | .394 | .403 | .879  | 1.5 | 5.9 | 1.0 | .2  | 9.4  |
| 1997-98 | Orlando    | 4   | 0   | 8.5  | .417 | .000 | 1.000 | .8  | 1.3 | .3  | .0  | 3.0  |
| Total   | Total      | 814 | 429 | 24.9 | .452 | .314 | .848  | 2.1 | 5.3 | 1.1 | .1  | 9.9  |

### Playoffs
| Año   | Equipo  | PJ | PT | MPP  | %TC  | %3P  | %TL   | RPP | APP | ROB | TPP | PPP  |
| ----- | ------- | -- | -- | ---- | ---- | ---- | ----- | --- | --- | --- | --- | ---- |
| 1986  | Atlanta | 9  | 0  | 20.3 | .519 | .000 | .738  | 3.4 | 7.2 | .4  | .1  | 12.2 |
| 1987  | Atlanta | 8  | 1  | 15.3 | .474 | .000 | .765  | 1.0 | 4.8 | .8  | .0  | 3.9  |
| 1988  | Atlanta | 12 | 0  | 17.6 | .432 | .250 | .919  | 1.7 | 4.7 | .8  | .0  | 8.8  |
| 1989  | Atlanta | 5  | 0  | 11.0 | .273 | –    | 1.000 | .8  | 3.0 | .8  | .0  | 1.6  |
| 1991  | Atlanta | 5  | 5  | 30.8 | .439 | .417 | .688  | 4.4 | 4.8 | 1.4 | .2  | 13.2 |
| Total | Total   | 39 | 6  | 18.6 | .458 | .304 | .819  | 2.2 | 5.1 | .8  | .1  | 8.2  |

## Curiosidades
- Veinte años después de ganarlo él mismo, Webb colaboró con el base de los New York Knicks Nate Robinson en la realización del mate que le dio la victoria en el concurso del año 2006. Webb pasó el balón a Robinson (175 cm), que saltó por encima de él, obteniendo la puntuación máxima de 50 puntos.
- ”Spud” es una forma abreviada de "Sputnik", apodo que le puso su abuela cuando no era más que un bebé.
- LeBron James considera a Spud Webb uno de sus “matadores” favoritos de todos los tiempos.
- Fue el mejor lanzador de tiros libres de la NBA en 1995, con un 93,4% de efectividad (226 de 242).